# Mesoleptidea sylvatica
Mesoleptidea sylvatica är en stekelart som först beskrevs av Woldstedt 1874.  Mesoleptidea sylvatica ingår i släktet Mesoleptidea och familjen brokparasitsteklar. Inga underarter finns listade i Catalogue of Life.